# غابرييل جيسوس
غابرييل فرناندو دي جيسوس (بالبرتغالية: Gabriel Jesus‏) (مواليد 3 أبريل 1997) المعروف بـ غابرييل جيسوس (تلفظ برتغالي: ‎/ɡabɾiˈɛw ʒeˈzus/‏). هو لاعب كرة قدم برازيلي يلعب في مركز الهجوم مع نادي آرسنال في الدوري الإنجليزي الممتاز ومنتخب البرازيل.
بدأ جيسوس مسيرته الاحترافية مع نادي بالميراس. فاز بجائزة أفضل لاعب وافد في الدوري البرازيلي 2015، وبنفس العام ساعد فريقه للفوز بكأس البرازيل. وفي العام التالي تم اختياره كأفضل لاعب في الدوري البرازيلي حيث فاز بالميراس بأول لقب في الدوري المحلي منذ 22 عامًا. انضم إلى مانشستر سيتي في يناير 2017 مقابل 32 مليون يورو، وفاز بالدوري في 2018 و2019 و2021و2022، وكأس الرابطة في 2018 و2019 و2020 و2021، وكأس الاتحاد الإنجليزي في 2019.
بعد الفوز بـ 21 مباراة دولية وتسجيله لسبعة أهداف على مستوى الفئات السنية، من ضمنها الوصول إلى نهائي كأس العالم تحت 20 سنة 2015 والفوز بالميدالية الذهبية الأولمبية في الألعاب الأولمبية الصيفية لعام 2016، شارك جيسوس لأول مرة مع البرازيل في سبتمبر 2016. وشارك في كأس العالم 2018 في روسيا، في وقت لاحق فاز بكوبا أمريكا 2019.

## مسيرته الكروية

### بدايته المبكرة
ولد جيسوس في ساو باولو، ونشأ في حي جارديم بيري. بعد أن لعب كرة القدم في البداية في الشوارع، انضم إلى عدة أندية هواة في المنطقة، وآخرها هو أسوسياساو أتليتيكا أنهانغيرا.

### بالميراس
في 1 يوليو 2013، وقع جيسوس عقدا مع شباب نادي بالميراس. وكان أيضا هداف الفريق خلال الموسم، حيث سجل 54 هدفا في 48 مباراة.

وفي يناير 2014، وبعد مفاوضات مطولة، وقع جيسوس عقدا لمدة ثلاث سنوات مع بالميراس مع اثنين آخرين، مع زيادة راتبه من 15.000 ريال برازيلي إلى أربعة أضعاف المبلغ في السنة الخامسة، وزادت قيمة السوقية بمقدار عشرة أضعاف إلى 30 مليون ريال برازيلي. ومع ذلك، غيرت الصفقة ميزان حقوقه الاقتصادية من 75–25٪ لصالح بالميراس، إلى 70–30٪ لصالح وكلاء له.

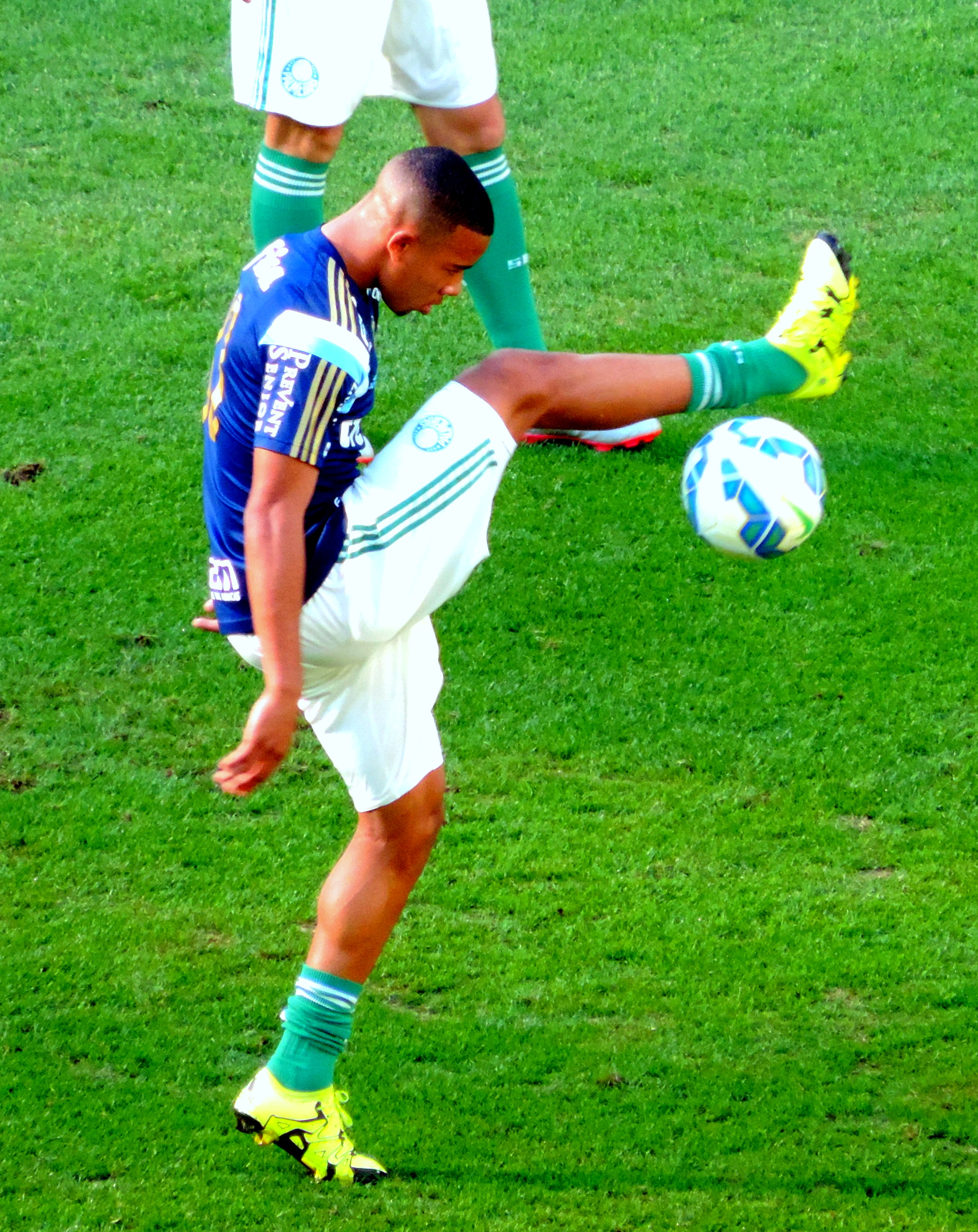
جيسوس يجري عمليات الاحماء مع بالميراس في عام 2015

سجل جيسوس 37 هدفا في 22 مباراة مع بالميراس في نسخة 2014 من بطولة الدولة تحت 17، مما أدى إلى عروض من الأندية في جميع أنحاء البلاد والخارج. وكانت أول مشاركة له في فريق بالميراس الأول في 27 أغسطس 2014، وظل بديل بدون أن يدخل حيث خسر فريقة 0–1 في أرضه ضد أتلتيكو مينييرو في أول مباراة في دور الـ16 من كأس البرازيل. ولم يقدم أي ظهور كبير خلال البطولة، حيث كان بالميراس مهددا بشكل خطير بالهبوط، وكان هذا القرار، الذي اتخذه المديران ريكاردو غاريكا ودوريفال جونيور، قد انتقد على نطاق واسع من قبل مشجعي جيسوس حيث أرادوا أن يروه يلعب.
لعب جيسوس أول مباراة له في 7 مارس 2015 من بطولة كامبيوناتو باوليستا، ليحل محل لياندرو بيريرا في الدقيقة 73 بالمباراة التي أنتهت بفز فريقة 1–0 على ريد بل براغانتينو في ملعب أليانز باركوي.
انهى جيسوس البطولة بتسجيله لـ4 أهداف من 20 مباراة، وهزم فريق سانتوس وفاز بالكأس. وأختير كأفضل لاعب واعد في الدوري.
في 4 فبراير 2016، سجل جيسوس هدفه الأول في بطولة بوليستا، وافتتح التعادل 2–2 ضد ساو بينتو في المباراة الثانية من الموسم. وبعد 12 يوما، سجل هدفه الأول في كرة القدم القارية، بالمباراة التي أنتهت بنتيجة 2–2 ضد ريفر بليت في الأوروغواي في المباراة الافتتاحية لمرحلة المجموعات من كأس ليبرتادوريس، بعد أن دخل كبديل عن زميله الشاب إريك ليما. 6 أبريل، ضد روزاريو سنترال سجل هدفين في المباراة التي أنتهت بالتعادل 3–3، ولكن تم طردة لأول مرة في مسيرته بسبب مشاجرته مع داميان موستو ليعتذر في وقت لاحق على سوء سلوكة.
في 14 مايو، وفي المباراة الافتتاحية للدوري البرازيلي وعلى أرض أتلتيكو باراناينسي، سجل جيسوس هدفين في الشوط الثاني من المباراة التي أنتهت بفوز فريقة بنتيجة 4–0. سجل 12 هدف وفاز فريقه بأول بطولة دوري منذ عام 1994، وقد تم اختيارة كأفضل لاعب في الدوري البرازيلي.

### مانشستر سيتي

غابرييل جيسوس ضد شاختار دونيتسك في سبتمبر 2017

في 3 أغسطس 2016، تم الإعلان أن جيسوس سيوقع مع مانشستر سيتي في يناير 2017 على عقد حتى صيف عام 2021. دفع السيتي 27 مليون جنيه إسترليني (33 مليون يورو) بالإضافة لبعض المتغيرات. تم الانتهاء من عملية الانتقال بالكامل في 19 يناير 2017. لعب جيسوس أول مباراة له في الدوري الإنجليزي في 21 يناير، ليدخل بديلا عن رحيم ستيرلينغ في المباراة التي أنتهت بنتيجة 2–2 ضد توتنهام هوتسبر على ملعب مدينة مانشستر. بعد أسبوع، لعب جيسوس أول مباراة له مع مانشستر سيتي كلاعب أساسي، وصنع هدف لرحيم ستيرلينغ في المباراة التي أنتهت بفوز السيتي بنتيجة 3–0 في كأس الاتحاد الإنجليزي ضد كريستال بالاس. في 1 فبراير، لعب أول مباراة له كأساسي في الدوري الإنجليزي بدلا من سيرخيو أغويرو، وصنع هدف لكيفين دي بروين في الدقيقة ال 17 ثم سجل هدفه الأول مع الفريق في الدقيقة 39. في المباراة الرابعة فقط (مباراته الثالث كأساسي في الدوري) تعرض لكسر في مشط قدمه اليمنى، وكان من المتوقع أن يكون أنتهى موسمه. ومع ذلك، عاد في أبريل في مباراة ديربي مانشستر، ودخل كبديل عن رحيم ستيرلينغ.
انهى جيسوس موسمه الأول مع السيتي بتسجيله 7 أهداف وصناعته لـ4 أهداف أخرى بـ11 مباراة لعبها فقط.
بدأ جيسوس موسم 2017–18 في اللعب بجانب أغويرو، على الرغم من أنه لم يسجل في أي من المباريات الأولى مع السيتي ضد برايتون وإيفرتون. وسجل أول هدف له في الدوري الإنجليزي في موسمه الثاني في 26 أغسطس، وكان هدف التعادل في المباراة التي فاز بها بنتيجة 2–1 ضد بورنموث. واستمر مستواه الجيد في بداية الموسم وبعد التوقف الدولي، حيث سجل جيسوس هدفين في المباراة التي فاز بها السيتي بنتيجة 5–0 ضد ليفربول في 9 سبتمبر. وفي 16 سبتمبر، سجل جيسوس هدف ضد واتفورد في المباراة التي فاز بها السيتي بنتيجة 6–0 ليكون ثاني هدافي الدوري برصيد 4 أهداف خلف زميله سيرخيو أغويرو ومهاجم مانشستر يونايتد البلجيكي روميلو لوكاكو. كان لديه جفاف تهديفي خلال 14 مباراة منذ 18 نوفمبر 2017 إلى 7 مارس 2018 وخلال هذه الفترة تعرض إلى إصابة في الرباط في منتصف ليلة رأس السنة، وبعد تعرضه لإصابة ضد بازل في دوري أبطال أوروبا، أعترف بأن خوفه من الإصابة أثر على مستواه. سجل جيسوس آخر أهداف الدوري الممتاز في موسم 2017–18 ضد ساوثهامبتون في الدقيقة 94، ليضمن للسيتي 100 نقطة في الدوري، وهو رقم قياسي. في 3 أغسطس 2018، مدد جيسوس عقده مع السيتي حتى عام 2023. في 9 يناير 2019، سجل غابرييل جيسوس 4 أهداف لأول مرة في مسيرته ضد بيرتن ألبيون في مباراة الفوز 9–0.
في 13 مارس 2019، سجل جيسوس هدف بعد دخوله كبديل عن سيرخيو أغويرو في مباراة الفوز 7–0 (10–2 المجموع) على شالكه في دور الستة عشر من دوري أبطال أوروبا بذلك ساعد النادي على تحقيق رقم قياسي لأكبر فارق فوز في مرحلة خروج المغلوب من المسابقة.
في 22 يونيو 2019، حول جيسوس رقم قميصه من 33 إلى 9.
في 7 أغسطس 2020، ساعد جيسوس وسجل كلا الهدفين على التوالي في الفوز 2–1 في مباراة الإياب من دور الـ16 من دوري أبطال أوروبا ضد ريال مدريد، التي أقيمت في ملعب مدينة مانشستر خلف أبواب مغلقة في أعقاب تفشي فيروس كورونا. تم تسجيل الهدفين بعد أن تسبب ضغط جيسوس في إجبار مدافع ريال مدريد رافاييل فاران على خطأين، ليحسم مكان مانشستر سيتي في ربع النهائي. كان اللاعب الوحيد الذي سجل في مباراتين منفصلتين ضد ريال مدريد في موسم 2019–20، بعد أن سجل أيضًا في مباراة الذهاب في مدريد. هذا يعني أنه وصل إلى 14 هدفًا في 22 مباراة فقط في دوري أبطال أوروبا، وهو رقم قياسي تفوق عليه ثلاثة لاعبين فقط غير أوروبيين.

## مسيرته الدولية

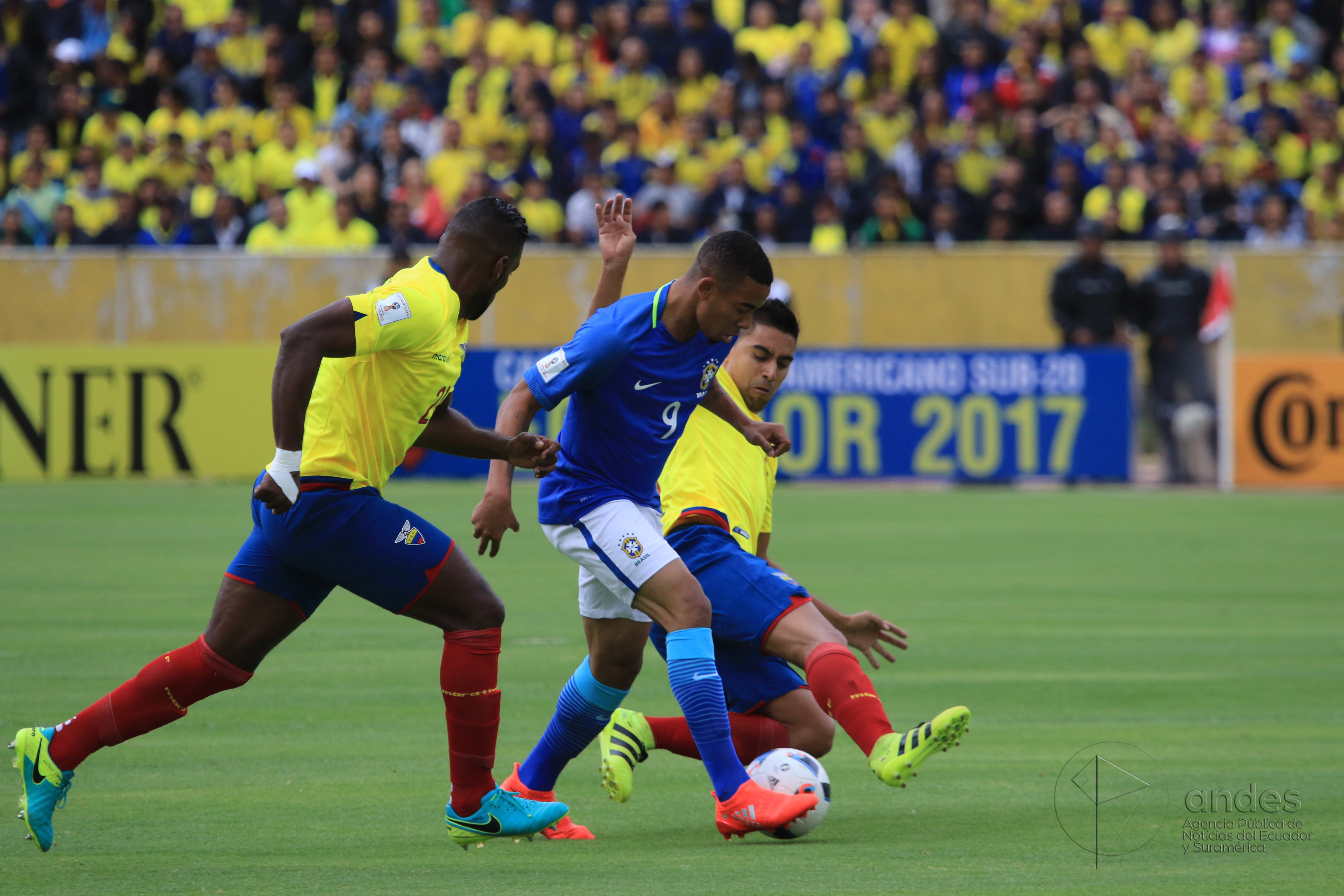
جيسوس في أول ظهور له مع المنتخب الوطني

كان جيسوس جزءا من فريق البرازيل تحت 20 سنة الذي أنهى الدور الثاني في كأس العالم تحت 20 سنة عام 2015 في نيوزيلندا. وسجل هدفهم الأول في البطولة بالمباراة التي أنتصروا فيها بنتيجة 4–2 على نيجيريا في نيو بليموث،
في عام 2016، تم اختياره في تشكيلة دونغا المؤقتة المكونة من 40 لاعب للعب في كوبا أمريكا المئوية في الولايات المتحدة، وتم اختيارة بديلا عن دوغلاس كوستا المصاب في الأخير ولكنه غاب بسبب عدم حصوله على تأشيرة دخول للولايات المتحدة. في وقت لاحق من ذلك العام، كان واحدا من خمسة لاعبين تم أختيارهم في الفريق للعب في الألعاب الأولمبية الصيفية 2016. وسجل هدفين في مرمى الحارس الدنماركي جيب هبجيرغ في آخر مباريات المجموعة ضد الدنمارك، في الأخير فاز المنتخب بنتيجة 4–0، وفي الدور نصف النهائي ضد هندوراس سجل هدفين آخرين في المباراة التي فاز بها المنتخب بنيتجة 6–0. فاز جيسوس في دورة الألعاب الاولمبية مع منتخب بلاده ضد ألمانيا في ركلات الترجيح. وسجل غابرييل جيسوس إحدى ركلات الترجيح.
وشارك جيسوس مع المنتخب الأول لأول مرة في 1 سبتمبر 2016، في تصفيات كأس العالم 2018 ضد الإكوادورفي كيتو. بدأ المباراة وسجل هدفين في الدقائق الثلاث الأخيرة، حيث فازت البرازيل 3–0. كان جيسوس هداف للمنتخب البرازيلي في تصفيات كأس العالم 2018، حيث سجل 7 أهداف في 10 مباريات. في مايو 2018، استدعاه المدرب تيتي للقائمة النهائية المكونة من 23 لاعب المشاركة في كأس العالم 2018 في روسيا. وشارك في جميع مباريات البرازيل الخمسة في البطولة، ولكن لم يسجل أي هدف.
في مايو 2019، تم ضم جيسوس في تشكيلة البرازيل المؤلفة من 23 لاعباً للمشاركة في كوبا أمريكا 2019. في المباراة النهائية ضد بيرو في 7 يوليو، على ملعب ماراكانا، صنع الهدف الافتتاحي الذي سجله إيفرتون سواريس، ثم سجل هدف التقدم 2–1 في وقت لاحق قبل نهاية الشوط الأول؛ ومع ذلك، تم طرده في الشوط الثاني بعد تلقيه بطاقة صفراء ثانية خلال المباراة النهائية بعد تدخله على كارلوس زامبرانو. فازت البرازيل بالمباراة 1–3 لتحقق اللقب التاسع في تاريخه بكوبا أمريكا.

## أسلوب لعبه
مهاجم موهوب ومتعدد الاستخدامات، جيسوس قادر على اللعب في العديد من المواضع الهجومية: لقد تم اختياره كمهاجم مركزي، ولاعب رقم 9 وهمي، وكمهاجم داخلي، وكجناح، ولاعب خط وسط مهاجم، ويشتهر بسرعته ومهاراته الفنية وقدرته على المراوغة والإبداع والإنهاء وتحركاته واجتهاده. أشاد المهاجم البرازيلي السابق رونالدو بجيسوس وتوقع له النجاح في المستقبل مع المنتخب البرازيلي.
في أكتوبر 2019، قال جيسوس إنه منفتح على التحول إلى دور الجناح في مانشستر سيتي على أمل الحصول على مزيد من وقت اللعب، على الرغم من اعترافه بأنه لا تزال هناك منافسة شديدة في الفريق على مركز الجناح.

## لعبة الفيديو والاحتفال بالهدف
ظهر احتفاله بأهداف في في سلسلة ألعاب فيديو فيفا من إي أيه سبورتس، احتفال جيسوس بهدف – "Alô–mãe" («مرحبًا يا أمي» باللغة العربية)، حيث يقوم بإيماءة هاتفية – ميزات في فيفا 19.

## حياته الشخصية
جاء غابرييل جيسوس إلى إنجلترا مع والدته وأخيه الأكبر جنبا إلى جنب مع اثنين من الأصدقاء، على الرغم من أنه قال انه كان سيجلب كل من في الحي إذا استطاع. والدة جيسوس فيرا لوسيا هي شخصية بارزة في حياته لذلك دائما مايتحدث معها بالهاتف قبل كل مباراة. جيسوس من عائلة دينية ويقال أنه قد ارتدى الرقم 33 في تكريم للمسيح لانه وحسب الاعتقاد المسيحي يُعتقد بإن المسيح صلب بهذا العمر. حصل هو ونيمار على وشم مطابق لبعضهم البعض في أغسطس 2016 وهو تصور لصبي يطل على فافيلا.

## الإحصائيات

### النادي
آخر تحديث 22 ديسمبر 2024.
| النادي       | الموسم   | الدوري           | الدوري | الدوري  | كأس الدولة | كأس الدولة | الكأس الوطني | الكأس الوطني | كأس الدوري | كأس الدوري | قاري   | قاري    | أخرى   | أخرى    | المجموع | المجموع |
| النادي       | الموسم   | الدوري           | الظهور | الأهداف | الظهور     | الأهداف    | الظهور       | الأهداف      | الظهور     | الأهداف    | الظهور | الأهداف | الظهور | الأهداف | الظهور  | الأهداف |
| ------------ | -------- | ---------------- | ------ | ------- | ---------- | ---------- | ------------ | ------------ | ---------- | ---------- | ------ | ------- | ------ | ------- | ------- | ------- |
| بالميراس     | 2015     | الدوري البرازيلي | 20     | 4       | 8          | 0          | 9            | 3            | —          | —          | —      | —       | —      | —       | 37      | 7       |
| بالميراس     | 2016     | الدوري البرازيلي | 27     | 12      | 12         | 5          | 2            | 0            | —          | —          | 5      | 4       | —      | —       | 46      | 21      |
| بالميراس     | المجموع  | المجموع          | 47     | 16      | 20         | 5          | 11           | 3            | —          | —          | 5      | 4       | —      | —       | 83      | 28      |
| مانشستر سيتي | 2016–17  | الدوري الإنجليزي | 10     | 7       | —          | —          | 1            | 0            | —          | —          | 0      | 0       | —      | —       | 11      | 7       |
| مانشستر سيتي | 2017–18  | الدوري الإنجليزي | 29     | 13      | —          | —          | 0            | 0            | 4          | 0          | 9      | 4       | —      | —       | 42      | 17      |
| مانشستر سيتي | 2018–19  | الدوري الإنجليزي | 29     | 7       | —          | —          | 6            | 5            | 5          | 5          | 6      | 4       | 1      | 0       | 47      | 21      |
| مانشستر سيتي | 2019–20  | الدوري الإنجليزي | 34     | 14      | —          | —          | 4            | 2            | 6          | 1          | 8      | 6       | 1      | 0       | 53      | 23      |
| مانشستر سيتي | 2020–21  | الدوري الإنجليزي | 29     | 9       | —          | —          | 5            | 2            | 1          | 1          | 7      | 2       | —      | —       | 42      | 14      |
| مانشستر سيتي | 2021–22  | الدوري الإنجليزي | 28     | 8       | —          | —          | 4            | 1            | 1          | 0          | 8      | 4       | 0      | 0       | 41      | 13      |
| مانشستر سيتي | المجموع  | المجموع          | 159    | 58      | —          | —          | 20           | 10           | 17         | 7          | 38     | 20      | 2      | 0       | 236     | 95      |
| أرسنال       | 2022–23  | الدوري الإنجليزي | 26     | 11      | —          | —          | 0            | 0            | 1          | 0          | 6      | 0       | —      | —       | 33      | 11      |
| أرسنال       | 2023–24  | الدوري الإنجليزي | 27     | 4       | —          | —          | 0            | 0            | 1          | 0          | 8      | 4       | 0      | 0       | 38      | 8       |
| أرسنال       | 2024–25  | الدوري الإنجليزي | 14     | 2       | —          | —          | 0            | 0            | 3          | 4          | 5      | 0       | —      | —       | 22      | 6       |
| أرسنال       | المجموع  | المجموع          | 67     | 17      | —          | —          | 0            | 0            | 5          | 4          | 19     | 4       | 0      | 0       | 91      | 25      |
| الإجمالي     | الإجمالي | الإجمالي         | 273    | 91      | 20         | 5          | 31           | 15           | 22         | 11         | 62     | 28      | 2      | 0       | 410     | 148     |

1. ↑  تشمل مسابقات الكأس مثل كأس البرازيل وكأس الاتحاد الإنجليزي
2. ↑  المباريات في كأس رابطة الأندية الإنجليزية المحترفة
3. 1 2  المباريات في بطولة باوليستا
4. ↑  المباريات في كأس ليبرتادوريس
5. 1 2 3 4 5 6 7  المباريات في دوري أبطال أوروبا
6. 1 2  المباريات في درع الاتحاد الإنجليزي
7. ↑  المباريات في الدوري الأوروبي

### المنتخب
آخر تحديث 21 نوفمبر 2023.
| المنتخب الوطني | العام   | الظهور | الأهداف |
| -------------- | ------- | ------ | ------- |
| البرازيل       | 2016    | 6      | 5       |
| البرازيل       | 2017    | 7      | 3       |
| البرازيل       | 2018    | 12     | 3       |
| البرازيل       | 2019    | 14     | 7       |
| البرازيل       | 2020    | 2      | 0       |
| البرازيل       | 2021    | 11     | 0       |
| البرازيل       | 2022    | 7      | 1       |
| البرازيل       | 2023    | 5      | 0       |
| المجموع        | المجموع | 64     | 19      |

## الإنجازات

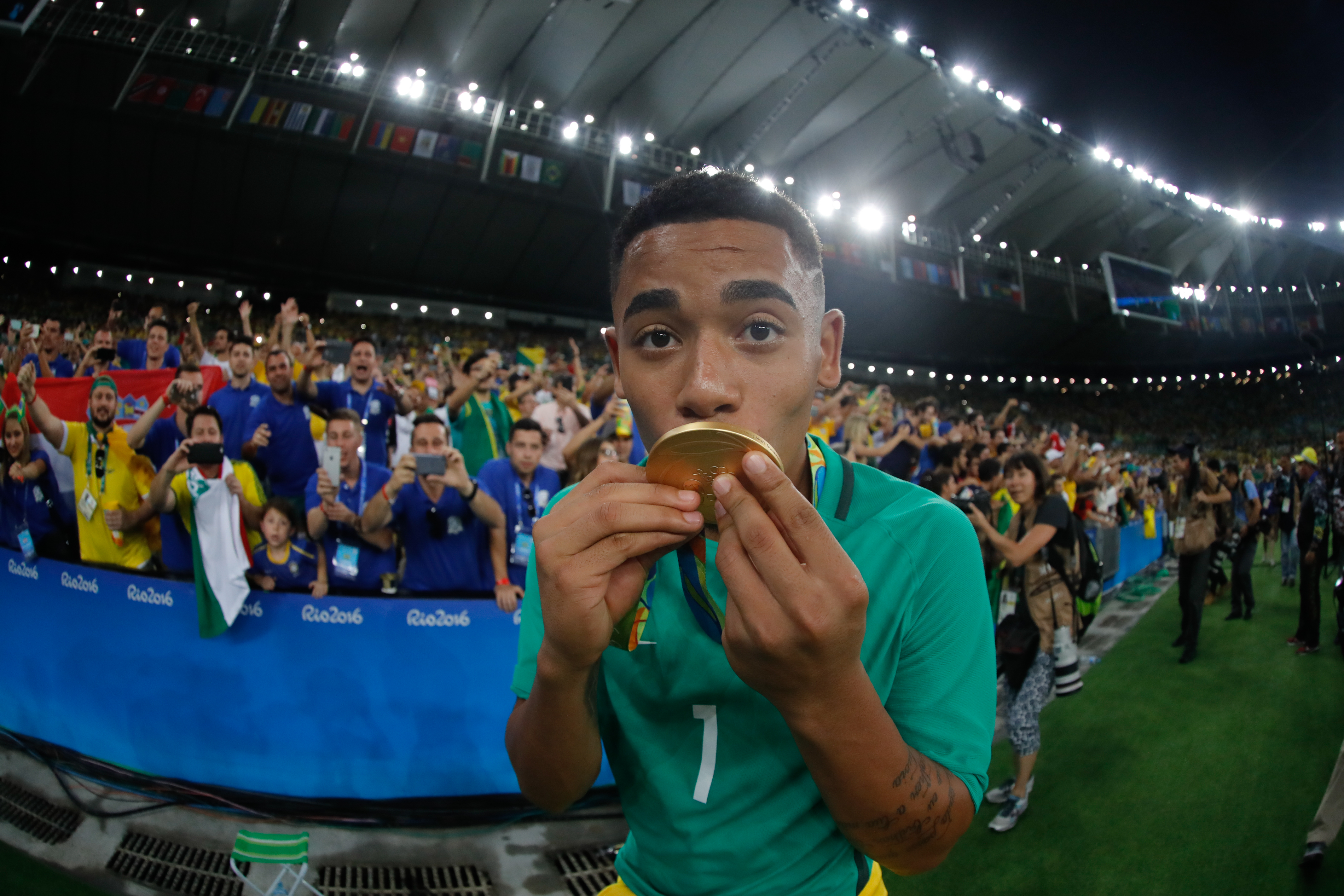
احتفال جيسوس بالميدالية الذهبية الأولمبية في عام 2016.

### النادي
بالميراس
- الدوري البرازيلي الدرجة الأولى: 2016[66]
- كأس البرازيل: 2015[67]

 مانشستر سيتي
- الدوري الإنجليزي الممتاز: 2017–18، 2018–19، 2020–21[68]
- كأس الاتحاد الإنجليزي: 2018–19
- كأس رابطة الأندية الإنجليزية المحترفة: 2017–18،[69] 2018–19،[70] 2019–20،[71] 2020–21[72]
- درع الاتحاد الإنجليزي: 2018،[73] 2019[74]

### المنتخب
البرازيل تحت 20
- كأس العالم تحت 20 سنة لكرة القدم: 2015

 البرازيل تحت 23
- الألعاب الأولمبية الصيفية: 2016[75]

 البرازيل
- كوبا أمريكا: 2019[49]

### الفردية
- الدوري البرازيلي أفضل لاعب واعد: 2015[1]
- الدوري البرازيلي أفضل لاعب: 2016[5]
- الدوري البرازيلي فريق السنة: 2016[5]
- جائزة الكرة الذهبية البرازيلية: 2016[76]

## وصلات خارجية
- غابرييل جيسوس على موقع الاتحاد الدولي (مؤرشف)  (الإنجليزية)
- غابرييل جيسوس على موقع الاتحاد الأوربي (الإنجليزية)
- غابرييل جيسوس على موقع إي إس بي إن إف سي (الإنجليزية)
- غابرييل جيسوس على موقع قاعدة بيانات كرة القدم.إي يو (الإنجليزية)
- غابرييل جيسوس على موقع ليكيب (الفرنسية)
- غابرييل جيسوس على موقع ناشيونال فوتبول تيمز (الإنجليزية)
- غابرييل جيسوس على موقع Soccerbase.com (لاعب) (الإنجليزية)
- غابرييل جيسوس على موقع Soccerway.com (الإنجليزية)
- غابرييل جيسوس على موقع عالم كرة القدم.نت (الإنجليزية)
- غابرييل جيسوس على موقع كووورة